# بلاد آرام
آرام (أراما) اسم في العصور القديمة لمنطقة في غرب آسيا بتقسيمات إقليمية مختلفة.

## آرام كبلاد في النصوص القديمة
يمكن العثور على أقدم دليل على آرام كاسم لمنطقة أو مكان في نقش للملك الأكدي نارام سين في القرن الثالث والعشرين قبل الميلاد، كان التطور اللاحق لبلاد آرام دائمًا مصحوبًا بتأسيس دول المدن الآرامية الصغيرة، والتي توسعت بشكل منفصل جغرافيًا عن بعضها البعض. لذلك، لا يمكن التحدث عن دولة أرام في حد ذاتها. وفقًا لذلك يجب فهم الترتيبات المختلفة للدول الأخرى. وبالتالي، فإن وصف بلاد آرام أكثر ملاءمة كدول مدينة تابعة، والتي تمثل وحدات أستيطان منطقة آرام.
- الاسم المصري للمنطقة داخل سوريا وحولها: دعا الملك المصري كامس الهكسوس أريمو / أرامو البائسين. في التدوين حتى المملكة الجديدة، جرى استعمال العين أو ألف  بدلًا عن الراء. التدوين المصري الأصلي يكتب A³mu.[1] غالبًا ما يظهر هذا التعبير بشكل غير صحيح بصيغة Aamu.
- تسمية الدولة الآشورية لاتحاد المملك الصغيرة في منطقة دمشق. في النقوش، تمت الإشارة إلى هذه المنطقة أيضًا باسم بلد سائق الحمار.
- اسم الدولة الذاتي للملك الآرامي حزائيل حوالي 840 قبل الميلاد. ق.م للمنطقة المحيطة بدمشق.
- نقش البريج: النقش مقدم للإله ملقرت. وقد ظن أغلب الباحثين الذين تعاطوا مع النقش وفق قراءة وترجمة الباحث الفرنسي دوناد، أن اسم برهدد يحيل إلى أحد ملوك مملكة آرام دمشق، إلا أن قراءة وترجمة الباحث الأمريكي بيتارد بينت أنه شخص مختلف. كذلك يبين النقش أن دلالة اسم آرام لا يقتصر على مملكة آرام دمشق، بل إلى جميع مناطق سيادة الآرامين في شمال بلاد الرافدية وبلاد الشام.[2]
- نقش السفيرة: هو نص معاهدة باللغة الآرامية بين برجايه ملك كتلك ومتيع ايل ملك ارفاد، كتب في أواسط القرن الثامن ق.م، يرد في النقش تعابير كل آرام، وملوك آرام العليا والسفلى[2]

## آرام كبلاد فيما ورد في الكتاب المقدس
في الكتاب المقدس، أصبح آرام اسمًا لمختلف الممالك الآرامية. وفي قائمة الأمم في سفر التكوين تسنب لأب سلف اسمه آرام.
يعرف الكتاب المقدس الممالك الآرامية التالية:
- آرام (قض 3: 10)
- ارام النهرين / آرام (تك 24: 10، تك 28: 10، تث 23: 4، 1 اخ 19: 6)
- فدان ارام (تك 28: 2، تك 35: 26)
- ارام معكة (2 صم 10: 6، 1 اخ 19: 6)
- آرام جشور (2 صم 15: 8، يش 13: 13)
- آرام بيت رحوب (2 صم 10: 6)
- آرام صوبا (2 صم 10: 6)
- أرام دمشق (1 اخ 18: 5)

### فدان آرام
يتم تفسير كلمة فدان على أنها «محراث» أو «حقل»، لذلك يعتقد أن الاسم يشير إلى الأرض الخصبة، ربما بلاد ما بين النهرين.

### أرام معكة
معكة في السفرالأول لموسى (التكوين) سليل ناحور أخ إبراهيم (تك 22: 24). في 1 اخ 7: 15، تظهر معكة على أنها ابنة منسى من زوجة أرامية، ربما محاولة لدمج هذه القبيلة الآرامية الصغيرة في شعب إسرائيل.
وتقع منطقة آرام معكة جنوب دمشق في منطقة مستوطنة بني إسرائيل (قبيلة منسى)، في حين أن الجشوريين والمعكيين لم يطردوا في عملية تقسيم الأرض (يش 13: 13).
في عهد الملك داود، تم تجنيد المركبات العمونية من آرام معكة ضد الإسرائيليين (1 اخ 19: 6)، ولكن هزم الحلفاء من قبل يوآب وأبيشاي. يورد سفر صموئيل (2 صم 10: 6) أيضًا آرام صوبا وأرام رحوب ورجال طوب من بين الحلفاء ويذكر أن ملك معكة زحف مع ألف رجل. بعد هزيمة الحلفاء في حيلام، أُخضعت منطقة معكة (2 صم 10: 18).

### أرام جشور
منطقة آرام جشور، مثل آرام معكة المجاورة، نقع أيضا في منطقة توطن بني إسرائيل (يش 13: 13). ربما كانت عاصمتها بيت صيدا على الشاطئ الشمالي لبحر الجليل. تأسست في القرن التاسع ق.م، وثقافتها آرامية حسب آثارها. بتأثير مملكة إسرائيل الشمالية في قرن الثامن ق.م، فقدت تدريجيا الطابع الآرامي.
يُنقل عن يائير، سليل يهوذا (1 اخ 2: 23) أن آرام وجشور أخذوا منه قرى الخيام في جلعاد وقناة ومدنها، ما مجموعه 60 مدينة، دون إعطاء مزيد من التفاصيل.
من بين زوجات الملك داود كانت معكة، ابنة تلماي، ملك جشور، وكان أبشالوم ابنها (2 صم 3: 3). هرب هذا لجشور، التي اعتبرت حليفا لداود، بعد أن قتل أخيه غير الشقيق أمنون (2 صم 13: 38) ونذر هناك نذرًا (2 صم 15: 7) بأن بخدم يهوه إذا سُمح له بالعودة إلى اورشليم. استعدادًا لتمرده ضد داود، الذي قُتل خلاله، تظاهر برغبته في الانتقال إلى جشور.

### ارام رحوب
وردت آرام رحوب بين حلفاء العمونيين ضد داود (2 صم 10: 6).

### آرام صوبا
ربما كانت آرام صوبا قريبة من حماة، لكن الباحثين الآخرين يتعرفون عليها مع خلقيس أوصوبيتي Subiti (الموسوعة اليهودية). يرد في سفر صموئيل الثاني 8: 8 أسماء مدن باطح وبيروثاي كجزء من المملكة.
تذكر آرام صوبا في سفر صموئيل الأول 14: 47 بين أعداء شاوول، الذي حارب ضدها بعد أن أصبح ملكًا لإسرائيل، مع العمونيين والفلسطينيين والأدوميين.
يذكر سفر صموئيل الثاني 8: 3 هدد عزر، ابن رحوب، كملك لصوبا، الذي ضربه داود عندما ذهب باتجاه الفرات. وفقًا للخبر: «4 فاخذ داود منه الفا وسبع مئة فارس وعشرين الف راجل وعرقب داود جميع خيل المركبات وابقى منها مئة مركبة. فجاء ارام دمشق لنجدة هدد عزر ملك صوبة فضرب داود من ارام اثنين وعشرين الف رجل. 6 وجعل داود محافظين في ارام دمشق وصار الاراميون لداود عبيدا يقدمون هدايا.وكان الرب يخلص داود حيثما توجه»
ورد ذكر آرام صوبا بقيادة هدد عزر ورئيس جنوده شوبك بين حلفاء العمونيين ضد داود في معركة حيلام (2 صم 10: 16)، قدموا 20000 جندي مشاة. يبدو أن هدد عزر كان زعيم التحالف الآرامي. سيظهر مرة أخرى في سفر الملوك الأول 11: 23، أي يذكر زمن سليمان في ذلك الوقت.

### آرام (دمشق)
في كتاب القضاة (قض 3: 7- 10) يُذكر أن بني إسرائيل وضعوا تحت حكم كوشان رشعتايم، ملك أرام (يوصف أيضًا بملك بلاد ما بين النهرين) لمدة ثماني سنوات بسبب خطاياهم حتى قتله عثنيئيل بن قناز.
تحت حكم الملك يهواحاز (2 مل 13)، ابن ياهو، غزا حزائيل، ملك آرام (دمشق) وابنه بن هدد أجزاء من السامرة. لا بد أنها كانت هزيمة ساحقة؛ إذ يُفترض أنه «لم يبق ليهواحاز شعبا الا خمسين فارسا وعشر مركبات وعشرة الاف راجل لان ملك ارام افناهم ووضعهم كالتراب للدوس»(2 مل 13: 7). مساعد غير مسمى يحرر إسرائيل من نير آرام، حيث «عاشوا في خيامهم كما كان من قبل».
تبئ النبي اليشع للملك يهواش بن يهوآحاز ملك إسرائيل بالانتصار على الآراميين بالقرب افيق وثلاثة انتصارات أخرى قبل (2 مل 13: 17). بعد وفاة حزائيل تمكن يهواش أن يضرب ابنه بن هدد ويأخذ المدن التي أخذها والده منه (2 مل 13: 25). حتى أن يربعام، ابن يهواش تمكن حسب الاخبار من أخذ حماة ودمشق (2 مل 14: 28).
ثم تحالف ملك إسرائيل فقح مع رصين ملك أرام، وحاصر معه اورشليم، التي كانت تحت حكم آحاز (2 مل 16)، لكن دون نجاح. لكن رصين استولى على إيلات، وطرد الإسرائيليين المقيمين هناك ووطن أدوميين. يفترض بناء على طلب من آحاز، مصحوب بالفضة والذهب من الخزائن الملكية ومعبد يهوه، زحف تيغلات فلسر الآشوري ضد دمشق، واستولى عليها، وقتل الملك رصين ونقل السكان إلى قير (2 مل 16: 9). ثم ذهب الملك آحاز إلى دمشق لتكريم تغلات فلاسر.

## روابط إنترنت
- Edgar Kellenberger:
- أرض أرامو في الموسوعة لآشورية
- آرام في الموسوعة اليهودية (المزيد من الإدخالات، لأرام باددان إلخ.)
- سارة كيبفر: آرام صوبا. في: ميكايلا باوكس، كلاوس كونين، ستيفان الكير (محرر.): موسوعة الكتاب المقدس العلمية على الإنترنت (WiBiLex)، شتوتغارت 2006 وما يليها.
- ايراسموس جاس: رحوب. في: ميكايلا باوكس، كلاوس كونين، ستيفان الكير (محرر.): موسوعة الكتاب المقدس العلمية على الإنترنت (WiBiLex)، شتوتغارت 2006 وما يليها، تاريخ الوصول: 4. يوليو 2019.